# Храстне
Храстне (словац. Chrastné) — село в окрузі Кошиці-околиця Кошицького краю Словаччини. Площа села 4,73 км². Станом на 31 грудня 2016 року в селі проживало 544 жителі.

## Історія
Перші згадки про село датуються 1357 роком.

## Населення
| Рік:            | 1994. | 2004.    | 2014.    | 2024.    |
| --------------- | ----- | -------- | -------- | -------- |
| Кількість осіб: | 321   | 376      | 483      | 726      |
| Різниця:        |       | +17,13 % | +28,45 % | +50,31 % |

| Рік:            | 2023. | 2024.   |
| --------------- | ----- | ------- |
| Кількість осіб: | 701   | 726     |
| Різниця:        |       | +3,56 % |